# ماریو نیوهئوزر
ماریو نیوهئوزر (به آلمانی: Mario Neuhäuser) بازیکن فوتبال و هافبک اهل آلمان شرقی بود که از سال ۱۹۸۴ میلادی عضو تیم ملی فوتبال آلمان شرقی بوده‌است. وی در ۱ بازی ملی حضور داشته و در بازی‌های ملی‌اش گلی به ثمر نرساند. ماریو نیوهئوزر آخرین بازی ملی خود را در سال ۱۹۸۴ میلادی انجام داد.